# Jaguar R4
La Jaguar R4 è una monoposto di Formula 1 della stagione 2003. È stata guidata da Mark Webber, Justin Wilson e Antônio Pizzonia. Il progetto è stato realizzato da Rob Taylor.

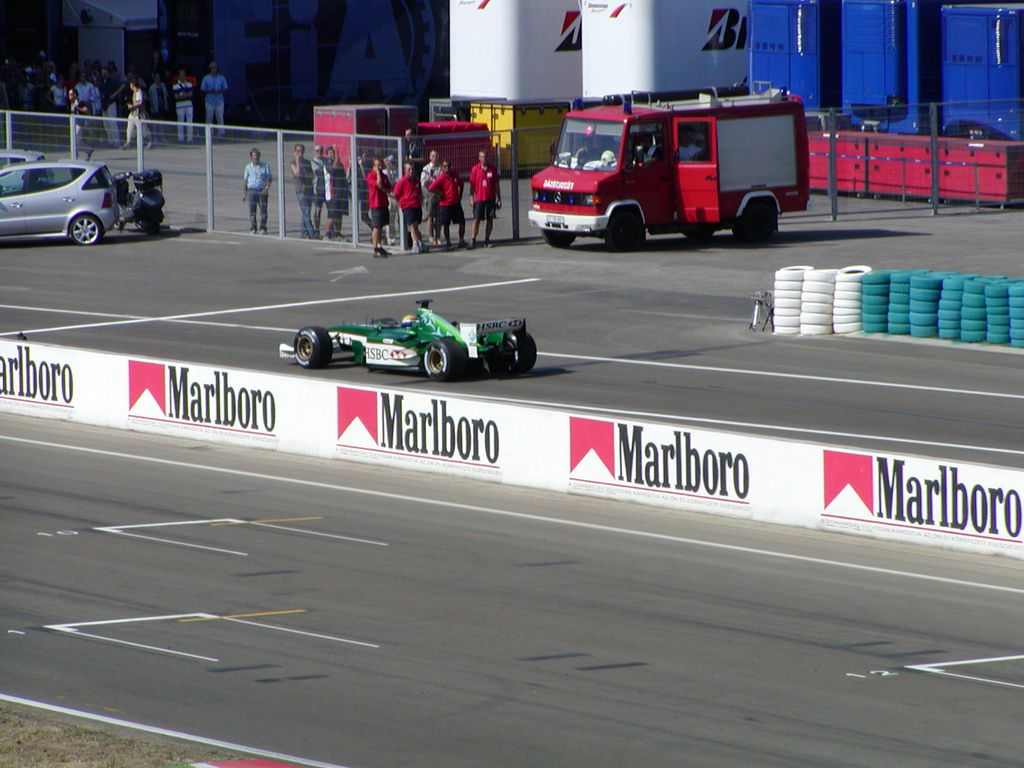
La Jaguar R4 sulla pitlane del Gran Premio d'Ungheria 2003

## Stagione
La Jaguar R4 utilizzava motori Ford-Cosworth e gomme Michelin. 
Come già negli anni precedenti, la monosposto scontò seri problemi di affidabilità, subendo molti ritiri, tali da vanificare la competitività dimostrata da Mark Webber, capace comunque di piazzarsi a punti per sette volte. Ben più infimo fu invece il rendimento della seconda guida Antônio Pizzonia, incapace di ottenere lunghezze iridate e sostituito nelle ultime gare da Justin Wilson, che raccolse un punto.
Il team a fine stagione si piazzò al settimo posto nella classifica costruttori, con 18 punti.

## Risultati completi in Formula 1
| Anno | Team          | Motore                     | Gomme | Piloti           |     |     |     |     |     |   |     |    |    |    |     |     |     |     |     |    | Punti | Pos. |
| ---- | ------------- | -------------------------- | ----- | ---------------- | --- | --- | --- | --- | --- | - | --- | -- | -- | -- | --- | --- | --- | --- | --- | -- | ----- | ---- |
| 2003 | Jaguar Racing | Ford-Cosworth CR-5 3.0 V10 | M     | Mark Webber      | Rit | Rit | 9   | Rit | 7   | 7 | Rit | 7  | 6  | 6  | 14  | 11  | 6   | 7   | Rit | 11 | 18    | 7º   |
| 2003 | Jaguar Racing | Ford-Cosworth CR-5 3.0 V10 | M     | Antônio Pizzonia | 13  | Rit | Rit | 14  | Rit | 9 | Rit | 10 | 10 | 10 | Rit |     |     |     |     |    | 18    | 7º   |
| 2003 | Jaguar Racing | Ford-Cosworth CR-5 3.0 V10 | M     | Justin Wilson    |     |     |     |     |     |   |     |    |    |    |     | Rit | Rit | Rit | 8   | 13 | 18    | 7º   |

| Legenda | 1º posto     | 2º posto | 3º posto    | A punti         | Senza punti/Non class.  | Grassetto – Pole position Corsivo – Giro più veloce |
| Legenda | Squalificato | Ritirato | Non partito | Non qualificato | Solo prove/Terzo pilota | Grassetto – Pole position Corsivo – Giro più veloce |